# زالامرنیه
زالامرنیه (به مجاری:  Zalamerenye) یک شهرداری در مجارستان است که در زالا واقع شده‌است. زالامرنیه ۱۳٫۹۹ کیلومتر مربع مساحت و ۱۹۴ نفر جمعیت دارد.